# Popstar : Célèbre à tout prix
Pour plus de détails, voir Fiche technique et Distribution.
Popstar : Célèbre à tout prix, ou Popstar : Toujours continuer de ne jamais arrêter au Québec (Popstar: Never Stop Never Stopping), est un film américain réalisé par Akiva Schaffer et Jorma Taccone. Il comprend en vedette : Andy Samberg, Akiva Schaffer, Jorma Taccone, Sarah Silverman, Tim Meadows, Imogen Poots, Joan Cusack, Adam Levine, Mariah Carey, Snoop Dogg, Pink et Justin Timberlake.
Le film suit Conner4Real, une popstar dont le second album est un flop conséquent, qui fait tout pour remonter la pente, tout sauf reformer son ancien groupe The Style Boyz. 

## Synopsis
Passionné de musique dès son plus jeune âge, Conner Friel (Andy Samberg) avait créé un groupe de rap et pop The Style Boyz avec ses meilleurs amis Owen Bouchard (Jorma Taccone) et Lawrence Dunn (Akiva Schaffer) , avec Conner comme chanteur principal, Owen comme chanteur-compositeur et Lawrence comme chanteur-parolier. Le groupe avait été un succès mondial, inspirant certains grands noms d’aujourd’hui. Mais avec le charismatique Conner devenant de plus en plus célèbre et surtout après une cérémonie des Poppy Awards, où Conner avait accepté un prix pour avoir chanté un couplet en featuring tout en négligeant de créditer Lawrence qui l’avait écrit, ce dernier a agressé Conner en plein concert, puis a fini par arrêter complètement la musique, devenant fermier.
À la suite du départ de Lawrence, Conner a lancé sa carrière solo sous le nom Conner4Real, toujours accompagné d'Owen, désormais son DJ. Son premier album Thriller, Also a rencontré un grand succès et son deuxième album Connquest, qui est sur le point de sortir, est qualifié par la presse comme l’album le plus attendu de la décennie. Pour cet album, Conner a tenu à écrire toutes les paroles lui-même et a confié la partie musicale à plus de 100 producteurs, refusant les contributions d’Owen. Avant sa sortie, l’album a fait l’objet des critiques dévastatrices et une campagne promotionnelle désastreuse n’a pas aidé: les ventes de l’album sont au plus bas.
Conner part en tournée mondiale pour promouvoir Connquest, mais peine à remplir les salles. Son sponsor lui réclame une première partie, il refuse l’idée d’Owen de ressusciter The Style Boyz et son manager Harry Duggins (Tim Meadows) lui en trouve une: Hunter le Vorace (Chris Redd) , un rappeur très prometteur. Par la suite, Conner et Hunter deviennent de plus en plus proches au détriment d’Owen qui, sur l’insistance de Conner, porte désormais un casque futuriste pendant les concerts, cachant complètement son visage. Désespéré, Conner multiplie les artifices pendant ses spectacles: il chante assis sur des toilettes volantes et fait des tours de magie où il change de vêtements en quelques secondes.
Pendant un concert, le tour fonctionne mal et Conner se retrouve nu sur la scène. Tous les médias en parlent et Harry et son attachée de presse Paula Klein (Sarah Silverman) suggèrent à Conner de trouver une nouvelle histoire pour la presse au plus vite. Il décide alors dans l’urgence d’organiser une cérémonie pour demander publiquement sa petite amie Ashley Wednesday (Imogen Poots) en mariage, mais l’événement tourne mal à cause des loups dressés présents à la cérémonie et agités par la musique, le chanteur Seal finit à l’hôpital et Ashley le quitte. Sa réputation ayant pris un nouveau coup, Conner essaye de rattraper la situation une fois de plus en participant à l'émission de Jimmy Fallon, mais au lieu de le laisser promouvoir Connquest, Fallon tourne la discussion sur ses succès passés avec The Style Boyz, non pas sans l’aide d’Owen, ce qui agace Conner.
Pendant ce temps, Hunter devient une véritable star et commence à éclipser Conner, son album est certifié disque d’or alors que celui de Conner disparaît du top 50 et il passe de plus en plus de temps sur scène, laissant moins de temps aux chansons de Conner. Ce dernier le vit très mal et Owen profite d’un concert prévu dans le Colorado pour organiser une réunion avec lui et Lawrence pour essayer de lui remonter le moral et ressusciter le trio, mais le dialogue entre les deux anciens amis tourne très vite au vinaigre. Au concert suivant, Hunter annonce qu’il n’a pas l’intention de laisser Conner chanter du tout et avoue à ce dernier que c’est lui qui a saboté le tour de magie l’autre jour, ce qui finit en bagarre sur scène. Conner exige auprès d'Harry de faire sortir Hunter de la tournée et quand Harry révèle avoir signé un contrat avec Hunter, Conner renvoie son manager sur-le-champ. Paranoïaque, Conner ne sait plus à qui faire confiance et teste son entourage en leur préparant des crêpes avec des excréments de chien. Étant le seul à s'être plaint de leur goût, Owen s'indigne d’avoir été ainsi testé par son meilleur ami et part. Plus tard Maximus, la tortue de Conner qu’il avait depuis ses neuf ans, meurt, son sponsor rompt son contrat et sa tournée est annulée. Déprimé, Conner déménage chez sa mère et sombre dans l’alcool.
Il est retrouvé ivre mort par Paula, qui le remet sur pied et ensemble ils regardent les vidéos de Conner, Owen et Lawrence enfants. C’est là que Conner se rappelle que Maximus était un cadeau non pas de sa mère, comme il le croyait, mais d’Owen et Lawrence. Paula l’emmène dans une boite de nuit où il reconnaît le DJ: nul d’autre que Owen. Impressionné par ses compositions (mais un peu moins par son chant), Conner le félicite et Owen dit vouloir toujours faire de la musique avec lui. Les deux amis rendent visite à Lawrence et Conner, après plusieurs tentatives échouées, finit par présenter ses excuses. Ils apprennent que Lawrence cultive du cannabis et a un studio d’enregistrement dans sa ferme, transforment le prix Poppy de Conner en bang et se remettent à travailler sur une chanson qu’ils avaient écrite avant la dissolution du groupe. Conner reçoit un coup de fil de Paula qui l’informe que la cérémonie des Poppy Awards où il voulait participer à un créneau pour lui à la suite d'un changement de dernière minute. D'abord il refuse, mais Owen et Lawrence lui expliquent qu’il a tout à fait le droit d’avoir une carrière solo tout en faisant partie de The Style Boyz. Il les invite avec lui.
À la cérémonie le trio rencontre Hunter qui, en plus du manager de Conner, a hérité de son entourage. Mais ils voient également tout voler en éclats pour lui quand il se dispute sur scène avec Mariah Carey, puis avec Harry, ce dernier rompant son contrat. Au dernier moment Conner apprend que, la cérémonie ayant pris du retard, il aura juste le temps pour une seule chanson et doit choisir entre celle de son album solo et celle de The Style Boyz. Conner choisit la chanson de The Style Boyz que le trio avait écrite à la ferme en combinant les poèmes de Lawrence et les compositions d’Owen. Conner finit le film en résumant les leçons sur la célébrité et l’amitié qu’il a tirées des événements du film et en présentant sa nouvelle tortue Maximus II, avant de se faire attaquer par un loup, en référence à sa catastrophique demande en mariage.

## Distribution
- Andy Samberg : (VF : Emmanuel Garijo) Conner Friel/Conner4real
- Akiva Schaffer (VF : Benjamin Gasquet) : Lawrence
- Jorma Taccone : (VF : Franck Lorrain) Owen
- Sarah Silverman (VF : Anouck Hautbois) : Paula
- Tim Meadows : (VF : Lucien Jean-Baptiste) Harry, le manager
- Imogen Poots (VF : Ludivine Maffren) : Ashley
- Chris Redd (en) (VF : Alexis Tomassian) : Hunter
- James Buckley : Sponge
- Bill Hader : Roadie
- Joan Cusack : la mère de Conner
- Maya Rudolph (VF : Déborah Perret) : Deborah
- Will Arnett : journaliste TV
- Eric André : journaliste TV
- Chelsea Peretti : journaliste TV
- Mike Birbiglia : journaliste TV
- Martin Sheen : lui-même
- Adam Levine : lui-même
- Mariah Carey (VF : Daria Levannier) : elle-même
- Snoop Dogg : lui-même
- Will Forte : le joueur de cornemuse
- Simon Cowell : lui-même
- Carrie Underwood : elle-même
- Usher : lui-même
- Seal : lui-même
- P!nk : elle-même
- Questlove : lui-même
- Jimmy Fallon (VF : Antoine Fleury) : lui-même
- Joanna Newsom : Le médecin
- Weird Al Yankovic : lui-même
- Danger Mouse : lui-même
- Nas (VF : Diouc Koma) : lui-même
- RZA : lui-même
- Ringo Starr : lui-même
- T.I. : lui-même
- Justin Timberlake (VF : Donald Reignoux) : Tyrus Quash (non crédité)
- Emma Stone : Claudia Cantrell (non créditée)
- 50 Cent (VF : Raphaël Cohen) : lui-même
- Mario López (VF : Benoît DuPac) : lui-même